# Pavel Šimáček
Pavel Šimáček (ur. 28 kwietnia 1979) – czeski szachista, mistrz międzynarodowy od 2002 roku.

## Kariera szachowa
W 1993 r. zdobył w Chrudimiu tytuł wicemistrza Czech juniorów do 14 lat, natomiast w 1998 r. zajął II m. w finale mistrzostw kraju w kategorii do 20 lat. Wielokrotnie reprezentował narodowe barwy na mistrzostwach świata i Europy juniorów w różnych kategoriach wiekowych, największy suk ces odnosząc w 1995 r. w Żaganiu, gdzie zdobył tytuł mistrza Europy do 16 lat.
W 2009 r. zdobył w Děčínie tytuł indywidualnego mistrza Czech, natomiast w 2010 r. w finałowym turnieju zajął III miejsce (za Davidem Navarą i Tomasem Polakiem).
Do innych jego sukcesów w turniejach indywidualnych należą:
- dz. I m. w Ołomuńcu (1998, wspólnie z m.in. Davidem Navarą),
- II m. w Pilźnie (1998, za Jurijem Sołodowniczenko),
- III m. w Hallsbergu (1998/99, za Pawłem Blehmem i Mikaelem Agopovem),
- dz. I m. w Klatovym (1999, wspólnie z m.in. Jirim Lechtynskym),
- dz. II m. w Trzyńcu (2001, za Michaiłem Kisłowem, wspólnie z Vladimírem Tallą, Władimirem Siergiejewem i Stanisławem Zawadzkim),
- dz. I m. w Ołomuńcu (2003, wspólnie z m.in. Viktorem Laznicką i Konstantinem Szanawą),
- dz. I m. w Paksie (2004, wspólnie z Tomasem Polakiem i Emilem Anką),
- dz. I m. w Imperii (2005, wspólnie z Ennio Arlandim i Ewgenim Ermenkowem),
- dwukrotnie I m. w Havlíčkůvym Brodzie (2005, 2006),
- dz. III m. w Mariańskich Łaźniach (2006, za Bartłomiejem Heberlą i Morteza Mahjoobem, wspólnie z Władimirem Siergiejewem),
- II m. w Mariańskich Łaźniach (2008, za Jakowem Meisterem),
- dz. II m. w Ołomuńcu (2008, za Konstantinem Maslakiem),
- dz. I m. w Zdziarze nad Sazawą (2008, wspólnie z Jirim Stockiem),
- dz. I m. w Brnie (2009, wspólnie z Tomasem Polakiem i Janem Bernaskiem),
- dz. I m. w Prievidzy (2009, wspólnie z Marianem Jurcikiem),
- dz. II m. w Mariańskich Łaźniach (2010, za Dominikiem Orzechem, wspólnie z Richardem Rapportem).

Najwyższy ranking w dotychczasowej karierze osiągnął 1 lipca 2010 r., z wynikiem 2532 punktów zajmował wówczas 9. miejsce wśród czeskich szachistów.